# 88e méridien ouest
En géographie, le 88e méridien ouest est le méridien joignant les points de la surface de la Terre dont la longitude est égale à 88° ouest.

## Géographie

### Dimensions
Comme tous les autres méridiens, la longueur du 88e méridien correspond à une demi-circonférence terrestre, soit 20 003,932 km. Au niveau de l'équateur, il est distant du méridien de Greenwich de 9 796 km,.
Avec le 92e méridien est, il forme un grand cercle passant par les pôles géographiques terrestres.

### Régions traversées
En commençant par le pôle Nord et descendant vers le sud au pôle Sud, Le 88e méridien ouest passe par:
| Coordonnées          | Pays, territoire ou mer | Notes |
| -------------------- | ----------------------- | --- |
| 90° 00′ N, 88° 00′ O | Océan Arctique          | |
| 82° 06′ N, 88° 00′ O | Canada                  | Nunavut — Île Ellesmere |
| 80° 41′ N, 88° 00′ O | Détroit de Nansen       | |
| 80° 26′ N, 88° 00′ O | Canada                  | Nunavut — Île Axel Heiberg |
| 78° 29′ N, 88° 00′ O | Baie Norwegian          | |
| 77° 49′ N, 88° 00′ O | Canada                  | Nunavut — Île Ellesmere |
| 77° 36′ N, 88° 00′ O | Baie Norwegian          | |
| 77° 07′ N, 88° 00′ O | Canada                  | Nunavut — Île Ellesmere |
| 76° 22′ N, 88° 00′ O | Détroit de Jones        | |
| 75° 31′ N, 88° 00′ O | Canada                  | Nunavut — Île Devon |
| 74° 28′ N, 88° 00′ O | Détroit de Lancaster    | |
| 73° 39′ N, 88° 00′ O | Canada                  | Nunavut — Île de Baffin |
| 70° 18′ N, 88° 00′ O | Golfe de Boothia        | |
| 68° 48′ N, 88° 00′ O | Canada                  | Nunavut — Péninsule Simpson (en) (continent) |
| 68° 14′ N, 88° 00′ O | Baie Committee (en)     | |
| 67° 38′ N, 88° 00′ O | Canada                  | Nunavut — continent |
| 64° 17′ N, 88° 00′ O | Baie de Hudson          | |
| 56° 28′ N, 88° 00′ O | Canada                  | Ontario — continent et l'Île Saint-Ignace |
| 48° 44′ N, 88° 00′ O | Lac Supérieur           | |
| 47° 28′ N, 88° 00′ O | États-Unis              | Michigan — Péninsule de Keweenaw |
| 47° 18′ N, 88° 00′ O | Lac Supérieur           | Péninsule de Keweenaw |
| 46° 54′ N, 88° 00′ O | États-Unis              | Michigan Wisconsin — à partir de 45° 47′ N, 88° 00′ O, passe par Milwaukee (à 43° 02′ N, 88° 00′ O) Illinois — à partir de 42° 30′ N, 88° 00′ O, passe par les faubourgs de Chicago (à 41° 55′ N, 88° 00′ O) Indiana — sur environ 2 km à partir de 38° 06′ N, 88° 00′ O Illinois — sur environ 4 km à partir de 38° 05′ N, 88° 00′ O Indiana — à partir de 38° 03′ N, 88° 00′ O Kentucky — à partir de 37° 47′ N, 88° 00′ O Tennessee — à partir de 36° 41′ N, 88° 00′ O Alabama — à partir de 35° 00′ N, 88° 00′ O |
| 30° 42′ N, 88° 00′ O | Baie de Mobile          | |
| 30° 14′ N, 88° 00′ O | États-Unis              | Alabama — Péninsule Mobile Point |
| 30° 13′ N, 88° 00′ O | Golfe du Mexique        | |
| 21° 36′ N, 88° 00′ O | Mexique                 | Yucatán Quintana Roo — à partir de 20° 24′ N, 88° 00′ O |
| 18° 27′ N, 88° 00′ O | Baie de Chetumal        | |
| 17° 54′ N, 88° 00′ O | Belize                  | Ambergris Caye |
| 17° 47′ N, 88° 00′ O | Mer des Caraïbes        | Passe par plusieurs îles du Belize |
| 15° 47′ N, 88° 00′ O | Honduras                | Passe juste à l'est de San Pedro Sula à 15° 30′ N, 88° 02′ O |
| 13° 52′ N, 88° 00′ O | Salvador                | |
| 13° 09′ N, 88° 00′ O | Océan Pacifique         | |
| 60° 00′ S, 88° 00′ O | Océan Austral           | |
| 72° 46′ S, 88° 00′ O | Antarctique             | Liste des territoires revendiqués par le Chili (Province de l'Antarctique chilien) |